# Miss International 1962
Miss International 1962, terza edizione di Miss International, si è tenuta presso Long Beach, in California, il 18 agosto 1962. L'australiana Tania Verstak è stata incoronata Miss International 1962.

## Risultati

### Piazzamenti
| Risultato finale        | Concorrente |
| ----------------------- | --- |
| Miss International 1962 | - Australia - Tania Verstak |
| 2ª classificata         | - Argentina - Maria Bueno |
| 3ª classificata         | - Panama - Ana Maruri |
| 4ª classificata         | - Paesi Bassi - Catharina Lodders |
| 5ª classificata         | - Stati Uniti - Carolyn Joyner |
| Semifinaliste           | - Ecuador - Margarita Arosemena Gómez - Finlandia - Eeva Malinen - Germania - Erni Jung - Giappone - Kaoru Maki - Inghilterra - Sue Burgess - Irlanda - Mona Burrows - Islanda - Maria Gudmundsdóttir - Israele - Nurit Newman - Taiwan - Anne Yui Fang - Venezuela - Olga Antonetti Nunez |

### Riconoscimenti speciali
| Riconoscimento    | Concorrente                 |
| ----------------- | --------------------------- |
| Miss Photogenic   | - Australia - Tania Verstak |
| Miss Friendship   | - Inghilterra - Sue Burgess |
| Most Popular Girl | - Scozia - Elizabeth Burns  |

## Concorrenti
- Argentina - Maria Bueno
- Australia - Tania Verstak
- Austria - Inge Jaklin
- Belgio - Danièle Defrère
- Bolivia - Olga Pantoja Antelo
- Brasile - Julieta Strauss
- Canada - Susan Peters
- Colombia - Sonia Heidman Gómez
- Corea del Sud - Sohn Yang-ja
- Ecuador - Margarita Arosemena Gómez
- Filippine - Cynthia Lucero Ugalde
- Finlandia - Eeva Malinen
- Galles - Diane Thomas
- Germania - Erni Jung
- Giappone - Kaoru Maki
- Giordania - Vivian Nazzal
- Grecia - Ioanna Delakou
- Guyana britannica  - Ave Henriques
- India - Sheila Chonkar
- Indie occidentali - Anne Marie Sutherland
- Inghilterra - Sue Burgess
- Irlanda - Mona Burrows
- Islanda - Maria Gudmundsdóttir
- Israele - Nurit Newman
- Italia - Maria Vianello
- Libano - Mona Slim
- Liberia - Agnes Anderson
- Lussemburgo - Brita Gerson
- Malaysia - Brenda Alvisse
- Marocco - Therese Gonzalez
- Nicaragua - María Hasbani
- Norvegia - Beate Brevik Johansen
- Nuova Zelanda - Maureen Te Rangi Rere I Waho Kingi
- Paesi Bassi - Catharina Lodders
- Panama - Ana Cecilia Maruri
- Paraguay - Gladys Fernández
- Perù - Gloria Alderete Irala
- Porto Rico - Agnes Toro
- Rep. Dominicana - Milagros García Duval
- Scozia -  Elizabeth Burns
- Singapore - Nancy Liew
- Sri Lanka - Jennifer Labrooy
- Stati Uniti - Carolyn Joyner
- Sudafrica - Dina Maria Robbertse
- Svezia - Karin Hyldgaard Jensen
- Svizzera - Rosemarie Loeliger
- Tahiti - Tatiana Flohr
- Taiwan - Anne Yui Fang
- Turchia - Güler Samuray
- Uruguay - Silvia Romero
- Venezuela - Olga Antonetti Nunez